# 小泉遥 (タレント)
小泉 遥（こいずみ はるか、1996年1月9日 - ）は、日本のファッションモデル、女優、マルチタレント。沖縄県生まれ、神奈川県育ち。フリーランス。
女性アイドルグループYGA、Doll☆Elementsの元メンバー。愛称は、いずみん、あろはる（YGA時代）、こいはる。

## 略歴
幼少からアイドルに憧れを抱いており、「やらないで後悔するよりやって後悔したら？」という言葉 をきっかけにアイドルの道に進むことを決意した。「目標を諦めない」「自分の芯をまげない」ことが信条。
15歳の時、応募者1500人にのぼるオーディションを勝ち抜き、2011年10月に福田陽美や高山佳奈子、山下春花らと共に8期生としてYGAに加入する。15日に品川よしもとプリンスシアターで行われたライブ内で、正式に加入が発表された。
2012年4月にFLYING TRIP 第4回公演「月下のオーケストラ」に長内明日香役で出演、舞台デビューを果たす。
2013年3月に品川ステラボールで行われた卒業公演をもって、YGAが解散。
2014年1月18日に行われたDoll☆Elementsの4thワンマンライブ『遥かなる未来へ』内で、新メンバーとして加入することを発表。同年4月にフジテレビ系列『めざましテレビ』のコーナー「イマドキ」へのレギュラー出演が決定し、イマドキガールに抜擢。2015年3月まで出演した。
2017年1月14日にZepp Tokyoで開催された「Doll☆Elements Last Live〜 Doll Memories〜」をもってDoll☆Elementsは解散 し、6月よりソロでの活動を再開。8月にファッションブランド「BACKS」が展開するスポーツカジュアルラインのイメージモデルに起用された。10月にTBS系列『王様のブランチ』のリポーターに起用され、2022年3月まで約4年半務めた。
2022年3月末日をもって芸能事務所を退所。以降はフリーランスとして幅広い活動を表明。

## 人物
スリーサイズは、B73・W58・H83。
特技は、ダンスと絵を描くこと。
関西コレクション2017・2018 への出演や、ファッションブランド「BACKS」イメージモデルとしても活動している。ファッション雑誌の気になるコーデを切り取ってスクラップブックを作っていた
Doll☆Elements時代の自己紹介は、「はい！こう見えてハートは、ダイナマイト級！どるえれ１スモールフェイスの、”いずみん”こと小泉遥です！よろしくお願いします！」。このキャッチフレーズは「自分で考えてこい」と指示が出されて、電車での移動中に5分で考え出したもので、小泉は「もうすでに変えたい。5分で考えた出来だから、実際にやってみたらまったく合ってない」とコメントしている。
過去の主な所属事務所は、吉本興業 → ドリーミュージック → Grick

## 出演

### テレビドラマ
- 名古屋行き最終列車2018 第6話（2018年2月19日、名古屋テレビ放送） - 病院スタッフ 役[21]
- 磯野家の人々〜20年後のサザエさん〜（2019年11月24日、フジテレビ) - お天気お姉さんイトウ役[22]

### その他のテレビ番組
- めざましテレビ「イマドキ」（2014年4月8日 - 2015年3月26日、フジテレビ） - イマドキガール
- 全国音楽情報TV『M U S I C B.B.』「はなわの唄うゼミナール」（2015年4月27日 - 5月31日） - 小泉、小島の2人で出演。
- アイドル New Year サミット 2016（2016年1月1日、フジテレビ） - 小泉、外崎の2人で出演。
- えりぬきアイドルがその場で調べるニュースの結論（略して）バラ売り（2016年1月9日 - 2019年11月30日 Kawaiian TV・ニコニコ生放送・Ameba FRESH!） - レギュラー。
- Kawaiian TV 二次元同好会（2016年5月10日 - 、KawaiianTV）
- 丸の内小町（2017年10月8日 - テレビ朝日）
- 王様のブランチ（2017年10月7日 - 2022年3月26日、TBSテレビ） - リポーター

### CM
- Pokémon GO #旅ポケGO WEB CM（2018年 - ）
- ソフィ 超熟睡ガード（2018年12月3日 - ）

### 広告
- 買物代行コンシェルジュ「honestbee」車内広告（2018年5月 - 7月8日、東急東横線・田園都市線・目黒線・大井町線）
- BACKS スポーツカジュアル イメージモデル（2018年 - ）
- 資生堂「ベネフィーク」イメージキャラクター（2018年 - )
- dazzlin イメージモデル（2019年）

### ネット配信
- FUNKY MONKEY BABYS　『ミュージックビデオベスト 10』（2016年1月21日 -　AmebaFRESH!） - 小泉、権田の2人で出演。
- 『テラフォーマーズ』dTVオリジナルドラマ配信カウントダウン生放送（2016年4月23日 - 、dTV・ニコニコ生放送・AmebaFRESH!） - 小泉、権田の2人で出演。
- プレゼンチャンピオン テラフォーマーズ編（2016年4月24日 - 、dTV・BeeTV） - アシスタント
- 恋愛ドラマな恋がしたい〜Kiss to survive〜（2019年、AbemaTV） - こいはる 役

### イベント
- はまぐちコントサークル企画編「スナックうめこスペシャル」第2回（2016年1月30日、松竹芸能 新宿角座） - 小泉、小森、権田の3人でゲスト出演。
- 関西コレクション 2017 AUTUMN/WINTER（2017年8月30日、京セラドーム大阪）
- 沖縄ファミリーマート創立30周年 presents MUSICFES WITH RACo2017（2017年11月3日、沖縄・美らSUNビーチ特設会場） - モデル出演。
- サンドウィッチマンライブツアー2018（2018年8月31日 - 10月14日） - コント中のVTRに出演[23][24]。

### 舞台
- FLYING TRIP 第4回公演「月下のオーケストラ」（2012年4月11日 - 4月17日、池袋シアターグリーン BIG TREE THEATER） - 長内明日香 役[25]。
- FLYING TRIP 第5回公演「ひまわりのソラネ」（2012年7月20日、池袋シアターグリーン BIG TREE THEATER） - 日替わりゲスト[26]。
- 100点un・チョイス! 第3回本公演「誰かが彼女を知っている」（2016年8月12日 - 8月21日、中野テアトルBONBON） - ヒカリ役（Aチーム）[27]。
- しまぁ〜ん共和国 第9回本公演 舞台 木曜ワイルド劇場「刺すペンっす!」（2017年9月6日 - 10日、大阪 / 2017年9月26日 - 10月1日、東京） - 我那覇アムロ役[28]。